# Laurel Gand
Laurel Gand, a volte sotto il nome in codice di Andromeda, è un personaggio immaginario, una supereroina nel XXX e XXXI secolo dell'Universo DC, ed un membro della Legione dei Super-Eroi. Fu creata come rimpiazzo di Supergirl nella continuità della Legione post-Crisi sulle Terre infinite. Fu ispirata da elementi della presunta discendente di Superman Laurel Kent (che nella continuità post-Crisi e post-Ora Zero fu rivelato essere un androide Manhunter).

## Biografia del personaggio

### Pre-Ora Zero
Nella continuità Glorithiana, Laurel Gand rimpiazzò Supergirl nella storia della Legione; ovunque Kara fece la sua comparsa, ora c'era Laurel al suo posto. La Laurel pre-Ora Zero era molto simile alla Supergirl pre-Crisi in quanto era una remota discendente dell'analogia del Superboy del Glorithverso, Valor, e arrivando sulla Terra si nascose dietro la maschera di una giovane donna timida e studiosa, completa di occhiali. Da bambina, Laurel combatté un attacco Khundiano che minacciava di invadere Daxam. Vivendo in esilio sulla Terra e temendo la vendetta dei Khund, Laurel prese al volo la possibilità di unirsi alla Legione dei Super-Eroi.
Come la Supergirl pre-Crisi ebbe una relazione sentimentale con Brainiac 5, così fu Laurel Gand. Tuttavia, Laurel e Brainiac 5 si divisero, e dopo il "Five Year Gap" fu rivelato che Laurel sposò Rond Vidar e diede alla luce una bambina, Lauren. Laurel passò gli anni successivi in solitudine battendosi contro i Khund e cacciandoli dal sistema dei Pianeti Uniti, e si riunì ai Legionari dopo che suo marito scomparve mentre era in una missione di salvataggio per salvare Mysa Nal da Mordru. Laurel si dimostrò altamente qualificata per la nuova Legione durante la Guerra contro Erathgov e i Dominatori. Quando comparve la controparte della Legione, la misteriosa "Batch SW6", la più giovane controparte di Laurel si differì dal suo doppione più adulto autonominandosi "Andromeda" e indossando un costume nero ed oro. Non si sa se la Laurel adulta utilizzò mai il nome in codice di Andromeda o altri soprannomi nella sua carriera giovanile nella Legione.
La Laurel adulta rimase con la sua Legione quando fu costretta ad andare sottoterra per combattere la corruzione nella Polizia Scientifica. Tragicamente, Laurel fu uccisa da una bomba terrorista durante una delle prime missioni della Legione. Poco dopo, Laurel, la sua versione più giovane, ed il resto della Legione furono cancellati dalla storia dopo il rinnovamento dell'Ora Zero.

### Post-Ora Zero
Laurel Gand passò la maggior parte della sua vita nella comunità del White Triangle, essendo dottrinata negli "orrori" delle co-operazioni interspecie prima che il peso della politica del Triangolo non la portò a divenire la rappresentante dei Daxamiti nella Legione. Lontana dal Sole rosso di daxam, ottenne dei poteri simili a quelli di Superman, ma la sua ipersensitività al piombo, tipica della sua razza, dimostrò che anche in presenza di una quantità di piombo inconsiderevole sarebbe potuta essere fatale anche per un Daxamita al massimo della potenza, costringendola, così, ad indossare perennemente una tuta di sicurezza. Questo non si dimostrò un problema, dato che non dovette venire a contatto con nessun non-Daxamita.
Le sue convinzioni derivate dal Triangolo ostacolarono la sua efficienza come Legionario, a causa del suo rifiuto di entrare in conflitto con ogni nemico, ma il vero problema cominciò quando lasciò che alcuni membri del Triangolo andassero dietro ad un ladro, dopo di cui batterono e quasi uccisero Triad. Arrabbiati più per il fatto di essere stati sfidati che essere stati battuti, quando le fu ordinato di andarsene per evitare che Composite Man riottenesse i suoi poteri, lei andò con loro. Subito, le strapparono la tuta di sicurezza e la esposero al piombo, e nel disperato tentativo di portarli alla Polizia Scientifica, finì invece schiantata contro il quartier generale della Legione.
Mentre Brainiac 5 lavorava allo sviluppo di un siero anti-piombo, parlò con lei a proposito delle sue convinzioni, e dopo aver scoperto il siero che Vril Dox II, il suo diretto antenato, aveva creato per Valor e averlo tarato perché agisse sulla sua struttura genetica così che potesse lavorare correttamente su di lei, la costrinse a confrontarsi con il fatto che lui non valeva meno di lei prima di darglielo. Mentre ciò avveniva, tuttavia, Shrinking Violet trovò la collana del Triangolo in camera sua e lo connesse al gruppo che assalì Triad e distrusse il pianeta Trom, raccontandolo al resto della squadra.
Confinata nel quartier generale dopo il fallito tentativo di Cosmic Boy di Bandirla dal gruppo, Laurel utilizzò i suoi super sensi per vedere l'ambasciatore Roxxas divenire malvagio, e questi la ingannò prendendo il siero anti-piombo per sé. Prendendo il siero e facendolo utilizzare anche ad altri quattro Daxamiti, procedettero andando a fare massacri di massa sulla Terra. Quando la stessa Andromeda si confrontò con Roxxas su ciò che faceva e che le stava facendo fare, fu quasi sconfitta quando Villet cominciò a inserire immondizia nella sua mente, prima di uscire e convincerla ad uccidere Roxxas. Mentre lo pestava ripetutamente, scoprì il coperchio di una "fornace atomica", e furono creduti entrambi morti nell'esplosione risultante. Solo Cosmic Boy sapeva che era sopravvissuta e che si era imposta l'esilio sul pianeta Inferno.
Successivamente, fu portata fuori dall'esilio da Live Wire dopo che Cosmic Boy le disse dov'era come parte della costituzione di una "Legione Squadra di Salvataggio", e fu intimidita dallo stesso Valor (che ora si faceva chiamare Mon-El) essendo un altro membro. Tuttavia, declinò l'offerta di riunirsi alla Legione dopo che la squadra raggiunse il suo scopo, preferendo viaggiare nello spazio profondo. Infine si unì ad un convento religioso.
Dopo gli eventi di Crisi infinita, la Terra-247, la casa della Legione post-Ora Zero, fu distrutta. Andromeda comparve in Final Crisis: Legion of 3 Worlds, nella battaglia contro Superboy-Prime al fianco di Mon-El e Superman. Successivamente, nel quinto numero, le sue versioni più giovane e più matura pre-Ora Zero furono chiamate per combattere contro Time Trapper insieme ad altre dozzine di Legionari di diverse realtà alternative. Sopravvisse alla battaglia e partì con la Legione del Mondo 247 per tentare di salvare più sopravvissuti degli universi distrutti.

## Poteri e abilità
Generalmente, le abilità di Laurel Gand (ed altri Daxamiti) sono identiche a quelle di Superman ed altri nativi del pianeta Krypton (super forza; velocità; volo; raggi-x; calore; visione telescopica e microscopica; invulnerabilità; super udito), con tre eccezioni particolari:
1. È vulnerabile al piombo, invece che alle radiazioni della kryptonite. 

2. L'avvelenamento da piombo è fatale per i Daxamiti, le Laurel viene mantenuta in vita grazie all'ingerimento di un siero anti-piombo, come quello creato da Brainiac 5. 

3. Nelle sue incarnzaioni pre-Ora Zero, le radiazioni della stella rossa non la deruba del suo potere, come avverbbe per la maggior parte dei Daxamiti e dei kryptoniani.

## Andromeda in altri media
Andromeda comparve con la Legione dei Supereroi in Justice League Adventures (l'adattamento in fumetto del cartone animato Justice League) n. 28. Fu mostrata come la ragazza di Brainiac 5.
In Superman: La Serie Animata, Andromeda ebbe un cameo nell'episodio "New Kids in Town".